# Devil (Shinedown)
Devil è un singolo del gruppo musicale rock statunitense Shinedown, pubblicato il 7 marzo 2018 come primo estratto dal loro sesto album in studio Attention Attention.

## Tracce
- Download digitale

1. Devil – 3:27

## Formazione
- Brent Smith – voce
- Zach Myers – chitarra
- Eric Bass – basso
- Barry Kerch – batteria